# Cyphocleonus
Cyphocleonus (лат.) — род жуков из подсемейства Lixinae семейства долгоносиков (Curculionidae).

## Описание
Передний край переднеспинки на боках за глазами без заглазничных лопастей. Головотрубка часто с широким и толстым, иногда спереди бороздчатым килем, отделённым от бороздковых килей укороченными глубокими бороздками. Брюшные стерниты с голыми точками, редко в однородных белых волосовидных чешуйках.

## Виды
Некоторые виды:
- Cyphocleonus achates (Fåhraeus, 1842)
- Cyphocleonus adumbratus (Gebler, 1830)
- Cyphocleonus armitagei (Wollaston, 1864)
- Cyphocleonus cenchrus (Pallas, 1781)
- Cyphocleonus dealbatus (Gmelin, 1790)
- Cyphocleonus hedenborgi (Fåhraeus, 1842)
- Cyphocleonus sparsus (Gyllenhal, 1834)
- Cyphocleonus sventeniusi (Roudier, 1957)
- Cyphocleonus trisulcatus (Herbst, 1795)